# Rogla
Rogla est une montagne culminant à 1 517 m d'altitude ainsi qu'une station de ski de taille moyenne, situées près de Zreško Pohorje (proximité de Zreče) dans la région de Basse-Styrie, dans le nord de la Slovénie.
La station a été déclarée "centre olympique". Elle est dotée d'une infrastructure sportive parmi les meilleures du pays, ce qui explique la présence de nombreux sportifs de haut niveau venant s'y entraîner.

## Histoire
- 1934 : Le tourisme à Zreško Pohorje commença à se développer peu avant la Seconde Guerre mondiale, avec la construction d'une première Tour d'observation sur le mont Rogla en 1934. La plupart des constructions touchant au tourisme furent détruites durant la guerre.
- 1956 : Un Koča (refuge de montagne slovène) fut reconstruit en 1956. Un temps géré par le club d'alpinisme de Zreče, il fut repris et rénové en 1972 par l'entreprise Unior.
- 1974 : Unior lança des études dans le but de développer une station de ski sur le site du Mont Rogla. À cette occasion, la route d'accès au sommet fut élargie. Les premières remontées mécaniques furent alors créées avec une capacité de transport totale de près de 900 skieurs par heure. L'idée était de développer Rogla ainsi que d'autres centres touristiques situés dans le Pohorje, afin d'offrir une palette complète de loisirs incluant le ski, un centre thermal à Zreče ainsi que le tourisme rural dans la région.
- 1978 : Ainsi commença en 1978 la construction de l'hôtel Dobrava à Zreče et celle de l'hôtel Planja à Rogla. Ce dernier ouvrit ses portes en 1980 en même temps que de nouvelles remontées mécaniques.
- 1981 : Ouverture de l'hôtel Dobrava avec 70 lits, une piscine et un nouveau stade de football.
- 2000 : Un nouvel hôtel Dobrava fut ouvert en 2000 avec 160 lits supplémentaires. À la fin des années 1990, Rogla disposait d'une capacité d'accueil de plus de 1 200 lits, et de remontées mécaniques d'une capacité de 12 200 skieurs par heure.
- Entre 2002 et 2004, quatre nouveaux télésièges furent construits en parallèle à la création d'un réseau de neige de culture. Ces investissements font de Rogla une des rares stations de Slovénie disposant de bonnes conditions de neige, pendant une saison de ski en général relativement longue.

## Domaine skiable
Rogla propose l'un des dix plus importants domaines skiables de Slovénie, développé sur les pentes situées en dessous de la station. Il est desservi notamment par deux télésièges 4 places débrayables. Rogla est de fait une station à l'infrastructure relativement moderne et à l'organisation professionnelle. Les pistes sont très nombreuses pour le pays, toutefois la dénivelé maximale offerte y est très faible sur la majorité du domaine (maximum 150 m). Une exception notable est le sous-domaine un peu excentré de Jurgovo (360 m).
La station communique sur le fait que son grand snowpark serait en 2009 le plus important de toute l'Europe du sud-est.

## Sources
- Brečko, Andraž. Thesis: Turizem in informacijska tehnologija, primer Unior d.d. program turizem. Ljubljana 2004 (Slovène)